# Komono
Komono es una localidad de la República del Congo, constituida administrativamente como un distrito del departamento de Lékoumou en el sur del país.
En 2011, el distrito tenía una población de 14 581 habitantes, de los cuales 6918 eran hombres y 7663 eran mujeres.
Se ubica unos 40 km al norte de la capital departamental Sibiti, sobre la carretera P5 que lleva a Mossendjo.